# 大頭芋螺
大頭芋螺（学名：Conus pergrandis）为芋螺科芋螺屬下的一个种。